# گولوند
گولوند، روستایی از توابع بخش مرکزی شهرستان ملایر در استان همدان ایران است.مردم این روستابه زبان لری ثلاثی سخن میگویند.

## جمعیت
این روستا در دهستان کوه سرده قرار دارد و براساس سرشماری مرکز آمار ایران در سال ۱۳۹۵، جمعیت آن ۸۵ نفر (۲۱خانوار) بوده‌است.